# Fundación Arturo Rosenblueth
La Fundación Arturo Rosenblueth es una asociación civil encabezada por Enrique Calderón Alzati. Toma su nombre en honor al científico mexicano Arturo Rosenblueth Stearnsy. Se enfoca al campo de la computación aplicada, los sistemas de información y la tecnología informática.
Es una institución académica mexicana sin fines de lucro. Fue fundada en 1978, por un grupo de profesionistas y académicos.

## Historia
Desde sus inicios la fundación tiene como su paradigma el desarrollo de la tecnología para la solución de los problemas relevantes de México, así como también la formación de recursos humanos calificados en el ámbito de la computación y la información, aplicados a resolver los problemas de la sociedad.

## Proyectos
También ha desarrollado diversos proyectos tecnológicos de gran impacto en México, en materia de educación, salud, transporte, infraestructura urbana, seguridad y calidad de vida, entre otros, y participó en la consulta por el reconocimiento de los derechos de los pueblos indios convocada por el EZLN, el 21 de marzo de 1999. En el 2018 participó en la consulta popular para la construcción del Nuevo Aeropuerto Internacional de la Ciudad de México (NAICM).

## Colaboraciones
La institución colabora con diversas organizaciones y forma parte de diferentes organismos de acreditación en informática y computación nacionales, como la ANIEI, CONAIC, Conacyt, Comisión Académica Nacional Área Tecnologías de Información de la Coordinación General de Universidades Tecnológicas, Consejo Evaluador de Planes y Programas de la Secretaría de Educación Pública.

## Premio Alejandro Medina
Desde 1980 otorga anualmente el Premio Alejandro Medina, es cual es un reconocimiento en ciencia e informática otorgado por la Fundación Arturo Rosenblueth a profesionistas  e investigadores destacados que han hecho aportaciones tecnológicas a la sociedad.